# John Millson (Mathematiker)
John James Millson (* 11. März 1946 in Kingston) ist ein kanadischer Mathematiker, der sich mit Geometrie und Topologie befasst.
Millson studierte Mathematik am Massachusetts Institute of Technology (und 1966/67 in Paris unter anderem bei Laurent Schwartz) mit dem Bachelor-Abschluss 1968 und wurde 1973 bei Shiing-Shen Chern und  James Simons an der University of California, Berkeley, promoviert (Chern-Simons Invariants of Constant Curvature Manifolds). Als Post-Doktorand war er am Institute for Advanced Study. 1974 wurde er Assistant Professor an der Yale University. 1978 war er mit einer Sloan Research Fellowship in Oxford. 1979 wurde er Associate Professor an der University of Toronto und ab 1980 an der University of California, Los Angeles. Ab 1989 war er Professor an der University of Maryland in College Park.
Millson bewies 1976, dass die Standardbeispiele arithmetischer hyperbolischer n-Mannigfaltigkeiten endliche Überlagerungen mit nichtverschwindender erster Bettizahl besitzen. Er selbst betrachtet das als seine beste Arbeit. Ab Ende der 1970er Jahre arbeitete er mit Stephen S. Kudla über die Weil-Darstellung in der Theorie der Thetafunktionen und Modulformen und die Homologie arithmetischer Gruppen. Er befasste sich mit der Deformationstheorie diskreter Untergruppen von Liegruppen, teilweise mit William Goldman. Er arbeitete auch an der University of Maryland mit Michael Kapovich über Konfigurationsräume elementarer geometrischer Objekte, polygonale Gelenkmechanismen (Linkages) in der Ebene und Anordnungen von Geraden in der projektiven Ebene. Sie bewiesen eine Vermutung von William Thurston: zu jeder kompakten glatten Mannigfaltigkeit M gibt es einen ebenen Gelenkmechanismus dessen Konfigurationsraum aus der disjunkten Vereinigung einer endlichen Anzahl von Kopien von M besteht.
Er war 1990 eingeladener Sprecher auf dem Internationalen Mathematikerkongress in Kyoto (Rational homotopy theory and deformation problems from algebraic geometry).
Mit Ravi Vakil und zwei anderen Kollegen löste er ein Problem der klassischen Invariantentheorie, das seit 1894 offen war. Alfred Kempe gab damals die Generatoren für den Ring projektiver Invarianten von n geordneten Punkten auf der projektiven Geraden an. Offen blieb das Problem die Relationen anzugeben, was durch Millson und Kollegen 2009 gelöst wurde.

## Schriften (Auswahl)
Außer den in den Fußnoten zitierten Schriften:
- Closed geodesics and the eta (η) invariant, Annals of Mathematics, 108, 1978, S. 1–39
- Deformation Spaces Associated to Compact Hyperbolic Manifolds, in: Roger Howe (Hrsg.), Papers in Honor of G. D. Mostow on His Sixtieth Birthday. Progress in Mathematics, 67, Birkhäuser Verlag 1986
- mit Stephen S. Kudla: The Theta Correspondence and Harmonic Forms. 1, Mathematische Annalen, Band 274, 1986, S. 353 online
- mit Michael Kapovich, Bernhard Leeb:  The generalized triangle inequalities in symmetric spaces and buildings with applications to algebra, Memoirs, American Mathematical Society AMS, 2008
- mit M. Kapovich: On the moduli spaces of polygons in the Euclidean plane, Journal of Diffential Geometry, Band 42, 1995, S. 133–164
- mit M. Kapovich: On the deformation theory of representations of fundamental groups of compact hyperbolic 3-manifolds, Topology, Band 35, 1996
- mit Ragnar-Olaf Buchweitz: CR-geometry and deformations of isolated singularities, Memoirs, American Mathematical Society, AMS, 1997
- mit M. Kapovich:  Moduli spaces of linkages and arrangements, In: J.-L. Brylinski u. a. (Hrsg.), Advances in Geometry, Progress in Mathematics, 172, Birkhäuser Verlag, 1999, S. 237–270
- mit Jens Funke: The Geometric Theta (ϑ) Correspondence for Hilbert-Modular Surfaces, Duke Mathematical Journal, 163, 2014, S. 65–116
- mit Nicolas Bergeron, Colette Moeglin: The Hodge Conjecture and Arithmetic Quotients of Complex Balls, Acta Mathematica, 216, 2016, S. 1–125.